# SLK-Kliniken
Die SLK-Kliniken Heilbronn GmbH (Abkürzung steht für Stadt-/Landkreis-Kliniken) betreibt drei Akutkrankenhäuser und eine Geriatrische Rehabilitationsklinik im Stadt- und Landkreis Heilbronn. Mit rund 5.800 Mitarbeitern sind die SLK-Kliniken der größte Gesundheitsdienstleister der Region Heilbronn-Franken. Zum SLK-Verbund gehören das Klinikum am Gesundbrunnen, das Klinikum am Plattenwald sowie die Fachklinik Löwenstein. Die Geriatrische Rehaklinik in Brackenheim komplettiert das stationäre Angebot. Insgesamt verfügt der SLK-Verbund über rund 1.600 Betten im stationären Bereich und betreibt darüber hinaus in Brackenheim und Möckmühl zwei ambulante Gesundheitszentren. Zusammen decken sie die medizinische Grundversorgung bis zur Maximalversorgung ab.

## Geschichte
Die SLK-Kliniken Heilbronn GmbH entstand am 1. Januar 2001 durch Verschmelzung der Kliniken GmbH Landkreis Heilbronn und der Klinikum Heilbronn GmbH. Die Klinikum Heilbronn GmbH bestand aus den Klinikstandorten Klinikum am Gesundbrunnen und dem Jägerhaus Krankenhaus. Die Kliniken GmbH Landkreis Heilbronn setzte sich aus den drei Krankenhäusern des Landkreises Heilbronn Klinikum am Plattenwald, Krankenhaus Brackenheim und Krankenhaus Möckmühl zusammen.

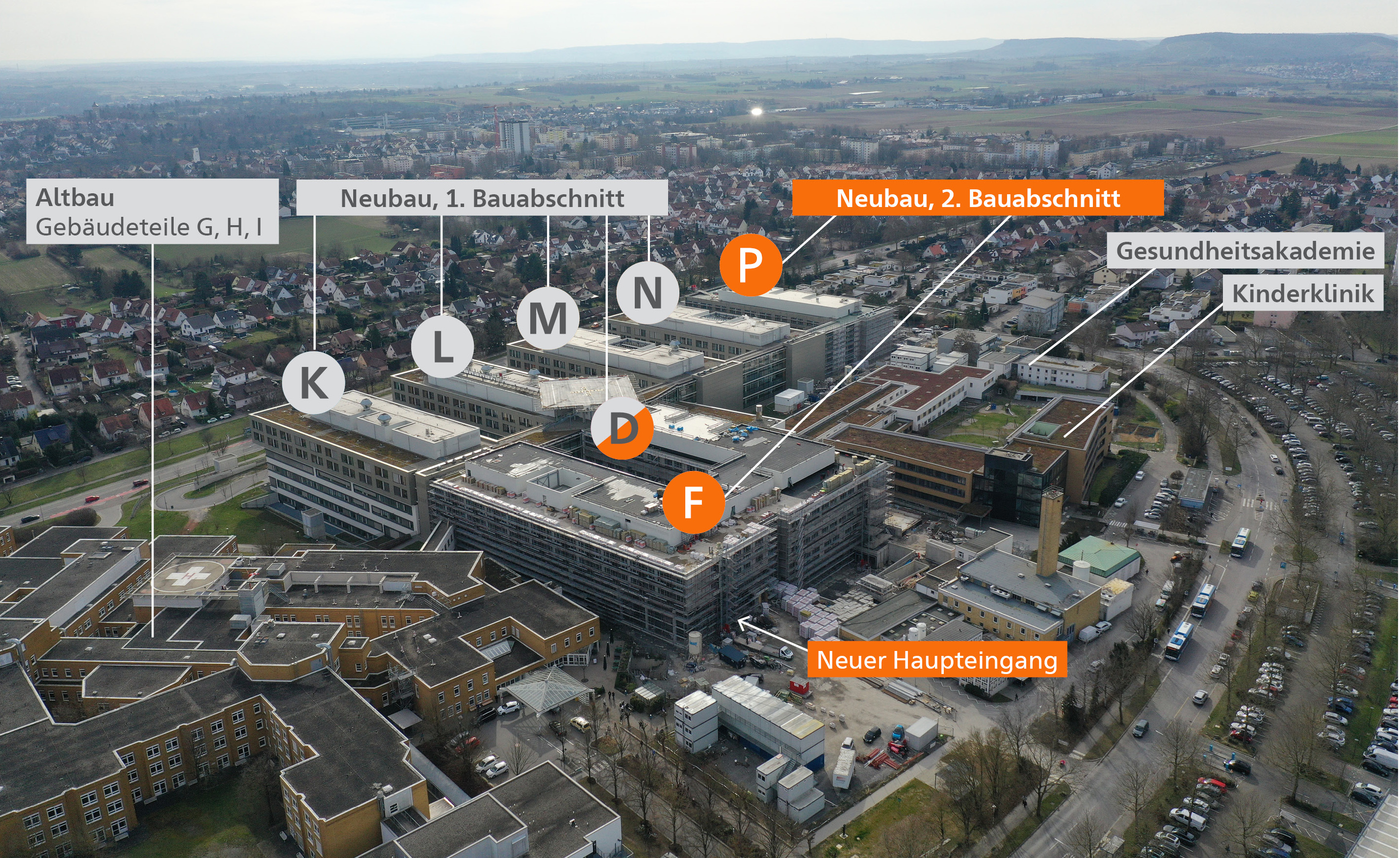
Neubauten des Klinikums am Gesundbrunnen

## Neubauten
Am Standort Heilbronn wird ein neues Klinikum errichtet. Der erste Bauabschnitt wurde bereits 2016 in Betrieb genommen. Am Standort Bad Friedrichshall wurde ebenfalls ein Neubau erstellt.
Der Neubau des Klinikum am Plattenwald umfasst sieben Geschosse, in denen insgesamt rund 350 Betten untergebracht sind. Außerdem entstanden sieben zeitgemäße Operationssäle, darunter ein Hybrid-OP. Insgesamt kostete das mit moderner Medizintechnik ausgestattete Gebäude 140 Millionen Euro. Es umfasst eine Gesamtfläche von 49.000 Quadratmetern.

Der Neubau des Klinikums am Gesundbrunnen besteht ebenfalls aus sieben Stockwerken und hat eine Gesamtfläche von 82.000 Quadratmetern. Im Gebäude wurden eine zentrale Notaufnahme, 16 moderne Operationsräume und sechs Kreißsäle umgesetzt. Der 1. Bauabschnitt des Neubaus bietet Platz für rund 550 Betten, davon befinden sich 64 auf den beiden Intensivstationen. Die Kosten des Großprojektes belaufen sich auf 235 Millionen Euro. Ende 2017 wird am Standort Gesundbrunnen mit dem zweiten Bauabschnitt begonnen, der bis Mitte 2024 fertiggestellt werden soll.

## Kennzahlen (Stand 2022)
In den Kliniken des SLK-Verbundes sind insgesamt rund 1.600 Betten bereitgestellt. Jährlich werden in den SLK-Kliniken rund 74.000 Patienten stationär und mehr als 262.000 ambulant behandelt. Die SLK-Kliniken beschäftigen 5.800 Mitarbeiter und stellen damit den größten Gesundheitsdienstleister in der Region Heilbronn-Franken dar.

## Gesellschafter
Die Gesellschafter der SLK-Kliniken Heilbronn GmbH sind die Regionale Gesundheitsholding Heilbronn Franken, die Stadt Heilbronn und der Landkreis Heilbronn. Aufsichtsratsvorsitzender ist Harry Mergel, Oberbürgermeister der Stadt Heilbronn, sein Stellvertreter ist Norbert Heuser, Landrat des Landkreises Heilbronn.

## Ausbildung
Die SLK-Kliniken betreiben eine eigene Gesundheitsakademie, die Ausbildungsplätze im Pflege- und Assistenzbereich bietet. Außerdem bieten die SLK-Kliniken Duale Studiengänge im Gesundheitsmanagement, Medizinischer Informatik, Sozialer Arbeit im Gesundheitswesen und Medizintechnik an. Auch in kaufmännischen und informationstechnischen Berufen bilden die SLK-Kliniken aus. Fort- und Weiterbildungen werden in zahlreichen Bereichen angeboten, ebenso wie das Freiwillige Soziale Jahr, Bundesfreiwilligendienst und Praktika.